# 狭叶金粟兰
狭叶金粟兰（学名：Chloranthus angustifolius）是金粟兰科金粟兰属的植物。分布于中国大陆的四川、湖北等地，生长于海拔650米至1,200米的地区，见于山坡林下或岩石下的荫湿地，目前尚未由人工引种栽培。